# 캐나다-우크라이나 여단
캐나다-우크라이나 여단(우크라이나어: Канадсько-українська бригада, 영어: Canadian-Ukrainian Brigade)은 2022년 초반에 창설된 우크라이나 영토방위 국제군단 소속 부대로 돈바스 전쟁 때부터 활동한 우크라이나인 베테랑이나 훈련과 도움을 제공한 이들이 기반이 되어 설립되었으며 캐나다, 독일, 폴란드, 우크라이나에 걸쳐 해당 여단의 이름 아래 결집하게 되었다. 주목할 점으로는 캐나다군 전역자와 새롭게 자원한 이들이 주축이 되었다는 점이다.

## 역사

### 창설
우크라이나 대통령 볼로디미르 젤렌스키가 국제 전투병단이 러시아 침략군에게 맞서 우크라이나를 수호하기 위해 창설될 것이라는 발표를 한 후에, 2022년 2월 후반에서 3월 초순 사이에 형성된 것이라고 추측된다. 많은 캐나다인들이 설립 당시 우크라이나의 새로운 외국인 군단에 합류하고자 하였다.
2022년 3월, 내셔널 포스트에 따르면 캐나다 출신 550명의 자원자가 키이우에 도착했고 간단히 캐나다 - 우크라이나 여단이라는 명칭과 함께 설탕단풍 위에 우크라이나의 국가 상징인 삼지창을 겹친 팔 패치를 부여받았다고 하였다.
한편, 캐나다 국방부 장관 어니타 어낸드는 "캐나다인들은 우크라이나를 여행하는 것을 가능한 한 피해야 하며 주재민들은 안전을 위해 대피해야 한다."고 발언하였다. 몇 주 뒤, 의용병이 포로가 되어 러시아의 프로파간다 도구로 쓰일 가능성을 막기 위해 우크라이나의 외국인 의용 부대에 참가하는 것을 막는 조치가 뒤따랐다.

### 모병
일반적으로 의학적 문제가 없으며 신체가 단련된 자원자를 모집하며  전투병, 군의관, 전투지원부대 등 자원자가 선택할 수 있는 많은 배치 영역을 갖추고 있다. 대개 우크라이나인과 캐나다인으로 구성되어 있으며 후자는 공식 프로그램에 다양한 웹사이트나 직접 대사관 또는 영사관에 연락하는 방법으로 등록할 수 있다. 하지만 전직 캐나다 자유당 국회의원인 보리스 프시스네프스키는 많은 이들이 이러한 프로그램을 이용하지 않고 폴란드를 경유해 우크라이나로 들어가고 있다고 밝혔다.
우크라이나 외교관들은 군 관련 경험이 있는 캐나다인들에게 우선권을 부여하겠지만 참전할 의향이 있는 누구든지 환영한다고 밝히고 있으며 대사관에서는 지원자들을 심사하고 있다. 브제스네프스키와 해외 파병을 나가는 이들을 지원하기 위한 자체적인 단체를 조직한 해밀턴의 직장인 크리스 유클런드에 따르면 적어도 몇몇 우크라이나로 간다고 밝힌 캐나다인들은 폴란드에서 훈련을 받기로 예정되었다.

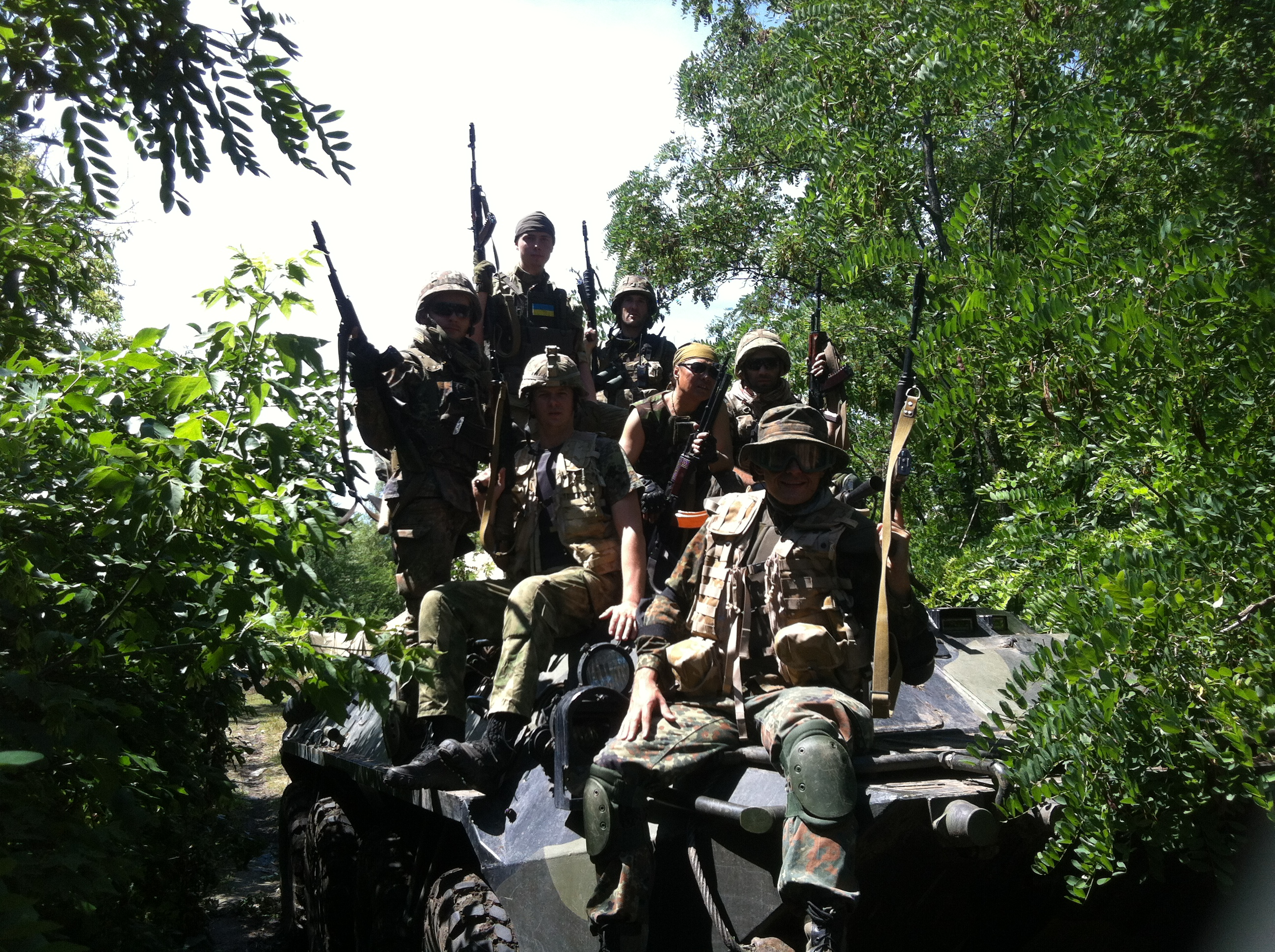
해당 여단의 의용병들.

## 참전

### 2022년 러시아의 침공
2022년 3월, 내셔널 포스트에 따르면 캐나다 출신 550명의 자원자가 키이우에 도착했고 간단히 캐나다 - 우크라이나 여단이라는 명칭과 함께 설탕단풍 위에 우크라이나의 국가 상징인 삼지창을 겹친 팔 패치를 부여받았다고 하였다.
이어서 '국제군단 자원자들은 소통의 용이함과 언어 장벽을 피할 수 있기 때문에 군수적 이유로 인해 대체적으로 한 군데 모여서 근무한다고 하였는데 우크라이나 영토방위 국제군단을 위한 자원자들을 체계화시키는 우크라이나 외교관들을 돕고 있던 프시스네프스키가 추산한 바에 따르면 최소 1000명 이상의 캐나다인들이 이 여단에 참가하였다.
이 여단이 전쟁 중에 얼마나 큰 성공을 거두고 있는지, 얼마나 큰 영향을 끼치고 있는지는 밝혀지지 않았으나, 우크라이나의 자유와 독립을 위해 작전이 지속되고 있다고 추정된다.
2022년 3월 10일, 아마도 여단에 참가하기 위해 바르샤바의 한 공항에서 캐나다계 우크라이나 자원자들이 우크라이나로 향하는 영상이 페이스북에 게시되었다.

## 편제
2023년 당시의 편제는 다음과 같다ː
- 캐나다 - 우크라이나 여단
  - 제 1 인도주의적 지원 소대
  - 제 2 비살상 군사지원 소대
  - 제 3 훈련 소대
    - 1과 - 인도주의적 노동자 및 최전선 비전투 인원
    - 2과 - 군사 훈련

  - 제 4 모병 소대
  - 제 5 정보전 소대
    - 1과 – 매체 연락
    - 2과 – 누리소통망
    - 3과 – 발표와 보고

  - 제 6 행정 지원 소대

## 알려진 전사자
| 전사일          | 이름                     | 나이 | 출신 주  | 전사지   |  |
| --------------- | ------------------------ | ---- | -------- | -------- |  |
| 2022년 7월 18일 | Emile-Antoine Roy Sirois | 31   | 몬트리올 | 도네츠크 |  |

## 같이 보기
- 폴란드 자원병 군단(Польський добровольчий легіон)
- 노르만 여단
- 카렐리야인 대대